# Nadir adh-Dhahabi

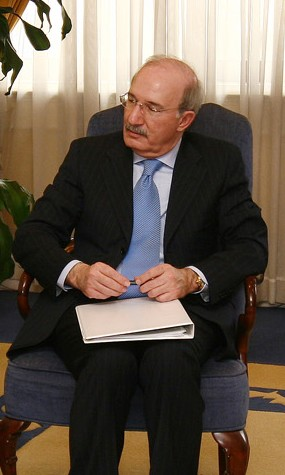
Nadir adh-Dhahabi

Nadir adh-Dhahabi (arabisch نادر الذهبي, DMG Nādir aḏ-Ḏahabī; * 7. Oktober 1946) war von November 2007 bis Dezember 2009 Premierminister des Königreichs Jordanien.

## Leben
1964 war adh-Dhahabi Absolvent des Al-Hussein College in der Hauptstadt Amman. Er wurde BSc (Bachelor of Science). Er war 1996/97 Präsident der International Air Transport Association (IATA). 2001 wurde adh-Dhahabi als Verkehrsminister ins jordanische Kabinett berufen, aus dem er 2004 wieder ausschied, um Kommissar bei der ASEZA-Organisation in Aqaba zu werden. Im November 2007 ernannte ihn König Abdullah II. als Nachfolger von Maruf al-Bachit zum Premierminister.
Nadir adh-Dhahabi ist islamischen Glaubens, verheiratet und hat drei Kinder.